# Interstate highway

Wegen in het Interstate Highway System

Een interstate highway is een autosnelweg of autoweg in de Verenigde Staten die deel uitmaakt van het Interstate Highway System. Het is dus vergelijkbaar met het Nederlandse begrip rijksweg. Het gehele netwerk van vaak lange snelwegen heet officieel het Dwight D. Eisenhower National System of Interstate and Defense Highways
Over het algemeen laten interstate highways wegen hogere snelheden toe, meestal tussen de 65 en 75 mph (105-120 km/u). Anders dan de naam doet vermoeden, doorkruisen lang niet alle interstate highways meerdere staten. Het onderhoud van de wegen wordt vaak bekostigd met brandstofaccijnzen die zowel door de federale overheid als door de betreffende staat en soms de plaatselijke overheid geheven worden. Soms wordt er tol geheven.

Bord dat soms langs interstate highways geplaatst wordt

De aanzet van het Interstate Highway System werd gegeven in 1956 toen het Amerikaanse Congres de Federal-Aid Highway Act of 1956 aannam. De wet werd gesteund door de Amerikaanse automobielindustrie en door president Dwight D. Eisenhower. Eisenhower was geïnspireerd door zijn ervaring om als jonge soldaat in 1919 het land te doorkruisen. Daarnaast koesterde hij waardering voor het Duitse systeem: de Autobahn.
Het Interstate Highway System is niet alleen ontworpen voor het civiele auto- en vrachtverkeer, maar ook voor militaire doeleinden, zoals het snel verplaatsen van militaire troepen. Ook was het bedoeld voor de evacuatie van de burgerbevolking van steden in het geval van een nucleaire aanval. De interstate highways zijn in verschillende gevallen gebruikt voor evacuatie in verband met orkanen en andere natuurrampen. Voor dit doel is een aantal interstate highways in het zuiden van de Verenigde Staten ontworpen met extra opritten en bewegwijzering om in het geval van massale evacuatie de capaciteit van alle rijbanen van de Interstate in dezelfde richting te kunnen gebruiken. Interstate 10 in Louisiana is daarvan een voorbeeld.

## Nummering

Interstate 95

Doorgaande interstate highways hebben een- of tweecijferige nummers. Interstate highways in de noord-zuidrichting hebben oneven nummers. De nummers lopen op in oostelijke richting, beginnend aan de kust van de Stille Oceaan. Zo loopt Interstate 5, de meest westelijke interstate highway, van de Canadese grens in de staat Washington via Seattle, Sacramento en Los Angeles naar San Diego; de meest oostelijke interstate highway, Interstate 95, begint aan de Canadese grens in het oosten van de staat Maine en gaat via Boston, New York, Philadelphia en Washington D.C. naar Miami.
In oost-west richting hebben de interstate highways even nummers, die oplopen in noordelijke richting. Zo loopt Interstate 10 van Jacksonville aan de Atlantische Oceaan in Florida via New Orleans, Houston, en Phoenix naar de Stille Oceaan bij Los Angeles. Interstate 90, de noordelijkste oost-west-interstate highway, begint in Boston en loopt via Cleveland en Chicago naar Seattle.
Hierbij zijn de interstate highways waarvan de nummers deelbaar zijn door 5 de slagaders van het wegennet. In Alaska, Hawaï en Puerto Rico zijn wegen te vinden die van deze regels afwijken. Deze wegen zijn genummerd in de volgorde wanneer ze gefinancierd zijn. Bovendien worden de nummers voorafgegaan door de letters A, H of PR.
Driecijferige nummers worden gebruikt voor stukken interstate highway, die van de doorgaande Interstate afbuigen. Als het eerste cijfer even is, dan is het stuk interstate highway verderop weer aangesloten op de doorgaande interstate highway waarvan hij het nummer draagt. Dit is bijvoorbeeld het geval voor rondwegen die de grote steden vermijden. Zo is Interstate 495 een halve rondweg die het verkeer van Interstate 95 ten westen van Boston rond de stad leidt. Omdat alleen de 2, 4, 6 en 8 beschikbaar zijn om rondwegen aan te duiden, worden in verschillende staten dezelfde rondwegnummers gebruikt. Als het eerste cijfer oneven is dan is het stuk interstate highway slechts aan een kant aangesloten op de doorgaande Interstate (spur genoemd). Een voorbeeld is Interstate 375, die Interstate 75 met het centrum van Detroit verbindt.